# Kirker i Tønder Amt
Tønder Amt var et amt før Kommunalreformen i 1970.
Tønder Amt bestod af tre herreder

## Hviding Herred
- Arrild Kirke
- Brøns Kirke
- Hviding Kirke – Hviding Sogn
- Højrup Kirke
- Rejsby Kirke
- Roager Kirke
- Skærbæk Kirke
- Spandet Kirke
- Vodder Kirke

## Slogs Herred
- Burkal Kirke
- Bylderup Kirke
- Hostrup Kirke
- Højst Kirke
- Ravsted Kirke
- Tinglev Kirke

## Tønder, Højer og Lø Herred
- Abild Kirke
- Ballum Kirke
- Brede Kirke
- Daler Kirke
- Døstrup Kirke
- Emmerlev Kirke
- Hjerpsted Kirke
- Højer Kirke
- Løgumkloster Kirke
- Mjolden Kirke
- Møgeltønder Kirke
- Nørre Løgum Kirke
- Randerup Kirke
- Sankt Clemens Kirke – Rømø Sogn
- Sønder Skast Kirke
- Tønder – Tønder Kristkirke
- Ubjerg Kirke
- Visby Kirke

Efter Kommunalreformen i 1970 blev Tønder Amt delt mellem Ribe Amt og Sønderjyllands Amt.